# Artjom Wessjoly

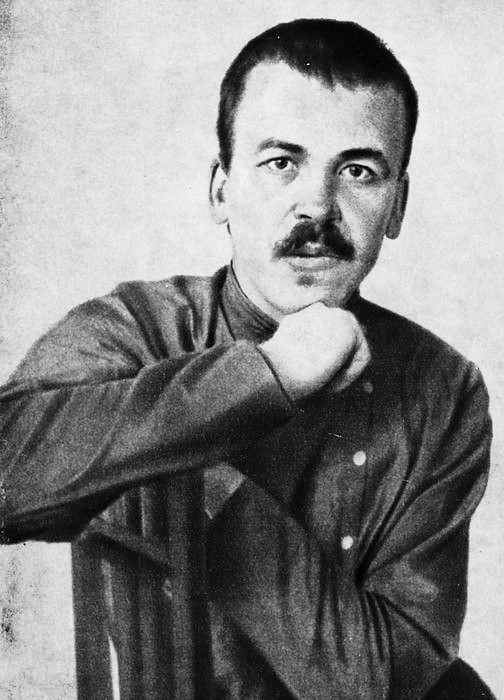
Artjom Wessjoly

Artjom Wessjoly, auch Artjom Wesjoly oder Artëm Vesëlyj geschrieben (russisch Артём Весёлый; eigentlich Nikolai Iwanowitsch Kotschkurow, Николай Иванович Кочкуров; * 17. Septemberjul. / 29. September 1899greg. in Samara; † 8. April 1938 in Kommunarka), war ein sowjetischer Schriftsteller und Dichter.

## Leben
Wessjoly schloss sich im März 1917 den Bolschewiki an und kämpfte im russischen Bürgerkrieg. Er wurde Mitglied der Literatengruppe Perewal, später der RAPP. 1924 schrieb er den Roman Russland in Blut gewaschen (Россия, кровью умытая), der 1932 erstmals als Fragment erschien. Im Zuge der sogenannten stalinschen Säuberungen wurde Wessjoly 1937 von der Geheimpolizei des NKWD verhaftet, schwer gefoltert und 1938 erschossen.

## Werke (Auswahl)
- Artjom Wesjoly: Blut und Feuer. Roman. Aus dem Russischen übertragen von Thomas Reschke. Aufbau, Berlin 2017, ISBN 978-3-351-03674-4 (erweiterte und überarbeitete Ausgabe von Russland in Blut gewaschen,  Kiepenheuer, Weimar/Leipzig 1987, ISBN 3-378-00125-9; eingeschränkte Vorschau in der Google-Buchsuche).
- Реки огненные (Flüsse des Feuers). Roman. 1924.
- Страна родная (Heimatland). Roman. 1926.
- Das uralte Lied. In: Fritz Mierau: Frühe Sowjetische Prosa 1918–1941. Aufbau Verlag, Berlin/Weimar 1978.
- Ein wildes Herz. Erzählung.